# HaOved HaTzioni
L'HaOved HaTzioni (hébreu : העובד הציוני, litt. Le travailleur sioniste) est un mouvement de peuplement (en) en Israël.
Ce mouvement fut fondé en 1936 par d'anciens membres du Hanoar Hatzioni, et sa première implantation, le kibboutz Usha, fut créée le 7 novembre 1937. En 1948, le bras politique du mouvement fut l'un des cofondateurs du Parti progressiste.